# Bingen (Washington)
Bingen é uma cidade localizada no estado norte-americano de Washington, no Condado de Klickitat.

## Demografia
Segundo o censo norte-americano de 2000, a sua população era de 672 habitantes. 
Em 2006, foi estimada uma população de 699, um aumento de 27 (4.0%).

## Geografia
De acordo com o United States Census Bureau tem uma área de 
1,9 km², dos quais 1,7 km² cobertos por terra e 0,2 km² cobertos por água.

## Localidades na vizinhança
O diagrama seguinte representa as localidades num raio de 16 km ao redor de Bingen. 